# العلاقات الكاميرونية الكوستاريكية
العلاقات الكاميرونية الكوستاريكية هي العلاقات الثنائية التي تجمع بين الكاميرون وكوستاريكا.

## مقارنة بين البلدين
هذه مقارنة عامة ومرجعية للدولتين:
| وجه المقارنة                                              | الكاميرون                      | كوستاريكا                                 |
| --------------------------------------------------------- | ------------------------------ | ----------------------------------------- |
| المساحة (كم2)                                             | 475.44 ألف                     | 51.10 ألف                                 |
| عدد السكان (نسمة)                                         | 24.05 مليون                    | 4.91 مليون                                |
| الكثافة السكانية (ن./كم²)                                 | 50.58                          | 96.09                                     |
| العاصمة                                                   | ياوندي                         | سان خوسيه                                 |
| اللغة الرسمية                                             | لغة فرنسية، لغة إنجليزية       | اللغة الإسبانية                           |
| العملة                                                    | فرنك وسط أفريقي                | كولون كوستاريكي                           |
| الناتج المحلي الإجمالي (بليون دولار)                      | 34.80 مليار                    | 57.06 مليار                               |
| الناتج المحلي الإجمالي (تعادل القوة الشرائية) بليون دولار | 72.72 مليار                    | 74.98 مليار                               |
| الناتج المحلي الإجمالي الاسمي للفرد دولار أمريكي          | 1.22 ألف                       | 11.26 ألف                                 |
| الناتج المحلي الإجمالي للفرد دولار أمريكي                 | 2.97 ألف                       | 14.92 ألف                                 |
| مؤشر التنمية البشرية                                      | 0.512                          | 0.766                                     |
| رمز المكالمات الدولي                                      | +237                           | +506                                      |
| رمز الإنترنت                                              | .cm                            | .cr، قائمة نطاقات المستوى الأعلى للإنترنت |
| المنطقة الزمنية                                           | توقيت غرب أفريقيا، ت ع م+01:00 | 00                                        |

## منظمات دولية مشتركة
يشترك البلدان في عضوية مجموعة من المنظمات الدولية، منها:
| علم المنظمة | اسم المنظمة                               | تاريخ انضمام الكاميرون | تاريخ انضمام كوستاريكا |
| ----------- | ----------------------------------------- | ---------------------- | ---------------------- |
|             | الاتحاد البريدي العالمي                   | ?                      | ?                      |
|             | يونسكو                                    | 11 نوفمبر 1960         | 19 مايو 1950           |
|             | البنك الدولي للإنشاء والتعمير             | 10 يوليو 1963          | 8 يناير 1946           |
|             | منظمة التجارة العالمية                    | ?                      | ?                      |
|             | وكالة ضمان الاستثمار متعدد الأطراف        | 7 أكتوبر 1988          | 8 فبراير 1994          |
|             | الاتحاد الدولي للاتصالات                  | 22 ديسمبر 1960         | 13 سبتمبر 1932         |
|             | منظمة الشرطة الجنائية الدولية             | ?                      | ?                      |
|             | مؤسسة التمويل الدولية                     | 1 أكتوبر 1974          | 20 يوليو 1956          |
|             | الأمم المتحدة                             | 20 سبتمبر 1960         | 2 نوفمبر 1945          |
|             | مؤسسة التنمية الدولية                     | 10 أبريل 1964          | 30 يونيو 1961          |
|             | الفريق المعني برصد الأرض                  | ?                      | ?                      |
|             | منظمة حظر الأسلحة الكيميائية              | ?                      | ?                      |
|             | المركز الدولي لتسوية المنازعات الاستشارية | 2 فبراير 1967          | 27 مايو 1993           |

## وصلات خارجية
- موقع وزارة الخارجية الكاميرونية
- موقع وزارة الخارجية الكوستاريكية